# Héctor Herrera Cajas
Héctor Enrique Herrera Cajas (Pelequén, 13 de septiembre de 1930–Viña del Mar, 6 de octubre de 1997) fue un historiador chileno, especialista en la Bizantinística. Recordado por ser políglota, en su área del conocimiento también destaca por haber sido el formador de dos Premios Nacionales de Historia en su país: Gabriel Salazar y Eduardo Cavieres, ambos investigadores dedicados a la Historia Económica y Social.
Discípulo del historiador griego Fotios Malleros, es considerado por los expertos como el primer bizantinista latinoamericano. Sus trabajos en Historia de Bizancio específicamente cubren dos áreas: Historia de las Relaciones Internacionales e Historia del arte bizantino. En la Universidad de Chile, su alma mater, dictó cursos regulares y fue cofundador del Centro de Estudios Bizantinos y Neohelénicos, única institución de su tipo en Latinoamérica. Posteriormente, desde 1954 fue profesor tanto de la Pontificia Universidad Católica de Valparaíso como de la Pontificia Universidad Católica de Chile. En la primera casa de estudios fue cofundador y director de su Instituto de Historia.
Entre los múltiples trabajos publicados por Herrera Cajas, dentro de sus más importantes destacan «La Germania de Tácito. El problema del significado del escudo» (1957) y «Res privata-Res publica-Imperium» (1977). El primer artículo citado es considerado por los expertos como un estudio pionero de la historia de las mentalidades dentro de la historiografía en Chile. Allí, examina minuciosamente la obra de Tácito con el motivo de analizar qué simbolizaba para los germanos primitivos el escudo para así proyectar sus costumbres hacia el mundo medieval. En palabras de su discípulo José Marín Riveros, «él hace hablar a la fuente de una manera realmente notable, por cuanto el propio Tácito poco dice del tema en cuestión». Mientras tanto, el segundo artículo mencionado examina de manera conceptual la trayectoria de las instituciones romanas desde su fundación el año 753 a. C. hasta la caída de su parte occidental. En el desarrollo de la obra, aborda las particularidades del mundo privado y su relación con las instituciones públicas que, a fines del Imperio, perecerían para volver a re-privatizarse socialmente. Esta re-privatización, exponía Herrera, ocurría debido a la influencia que entonces ejercían los pueblos germanos con sus instituciones privadas y descarta de plano las teorías de la ruptura o la continuidad entre un mundo y otro.
Desde 1958, profundizó en determinados aspectos del Imperio Bizantino como los fundamentos de su ideología, sus relaciones con la Iglesia, el arte como uno de sus elementos centrales, sus símbolos del poder imperial, el ceremonial palatino o las dinámicas de sus relaciones internacionales principalmente con el Reino Franco y el Califato abasí. Entre sus obras más destacables se encuentran «Simbología del poder imperial en Bizancio: los pendientes de las coronas» (1993-1996) o «Las estepas Euroasiáticas: un peculiar espacio histórico» (1982), obra que tiene como hija putativa a «Los pueblos de las estepas y la formación del arte bizantino: de la tienda a la iglesia cristiana» (1990).
Fue rector de la Universidad Metropolitana de Ciencias de la Educación (UMCE) hacia el período 1986-1989, época en que fundó el Centro de Estudios Clásicos (1986) y fue aceptado como miembro pleno de la Academia Chilena de la Historia (1989). Días luego de su muerte, la Universidad Finis Terrae inauguró la celebración de las Jornadas de Historia Héctor Herrera Cajas. Asimismo, desde noviembre de 1997, una de las salas principales del Instituto de Historia de la Pontificia Universidad Católica de Valparaíso lleva su nombre.
Dentro de sus influenciados, Salazar lo destaca «por su calidad humana y la calidad en su forma de hacer las clases». No obstante, esta apreciación no estuvo exenta del antagónico pensamiento político entre ambos, pues Salazar militaba en el MIR, movimiento de ultraizquierda, mientras que Herrera Cajas era acérrimo opositor a los movimientos rebeldes de la década de 1960. Igualmente, una vez acaecida la dictadura militar (1973-1990) del general Augusto Pinochet, durante su transcurso fue afín a la línea doctrinaria del Ministerio de Educación de Chile.

## Biografía y carrera académica

### Juventud e inicios: 1930–1953

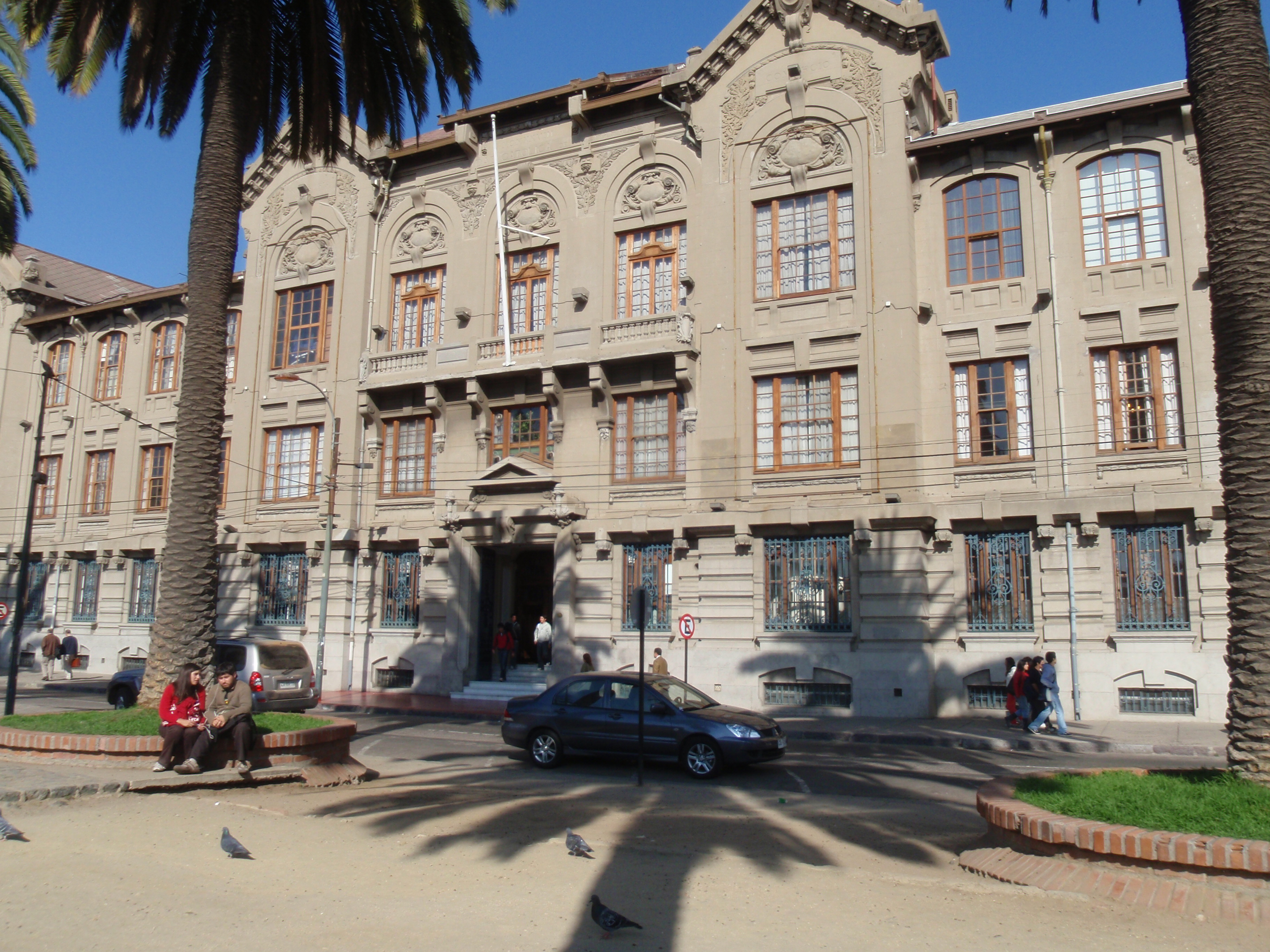
Casa Central de la PUCV, primera sede del hoy Instituto de Historia en esa universidad.

Nacido en Pelequén, pueblo ubicado al sur de la capital Santiago, realizó sus primeros estudios en la escuela Hermanos Maristas de San Fernando, provincia de Colchagua. Allí, destacó como estudiante sobresaliente con habilidades de dibujo según su informe de calificaciones. Siendo muy joven, su vocación docente ya se manifestó, por lo que durante sus últimos años en la escuela se desempeñó como profesor de matemáticas en un liceo nocturno.
Se mudó a Santiago una vez que terminó su educación secundaria y en 1948 se unió a la Universidad de Chile, donde en 1953 se graduó como Profesor de Historia, Geografía y Ciencias Sociales. Además de dictar cursos regulares y obligatorios, dedicó interés, tiempo y entusiasmo al estudio de idiomas, específicamente el latín, el griego, el alemán e incluso el sánscrito, llegando a ser un hablante fluido de inglés, francés e italiano. También estuvo interesado en el chino, el árabe y el ruso, pero no llegó a dominarlos.
Sus estudios de filología fueron decisivos en su formación intelectual. En torno a sus clases, Marín, estrecho amigo además de su discípulo, esgrimió que la etimología de las palabras solía ser clave en su narración de la historia. Durante su período de pregrado, Herrera fue notablemente influenciado por maestros como Eugenio Pereira, Mario Góngora, el político y académico Juan Gómez Millas o el historiador greco-chileno Fotios Malleros.

### Llegada a la PUCV y ascenso: 1953–1973
En 1953, a los 23 años de edad, la Pontificia Universidad Católica de Valparaíso (PUCV) lo contrató con el objetivo de organizar su entonces naciente Instituto de Historia. Al ser contratado por la PUCV, aparte de su labor docente, se esforzó por conformar una completa Biblioteca Central. Su principal objetivo era formar una biblioteca especializada de Historia, para lo cual recurrió a académicos de dicha disciplina para que se interesaran y ayudaran en la adquisición de libros, así como conseguir algunas remesas desde Santiago. Por esta vía se formó una importante biblioteca cuando la Universidad carecía de medios para hacer grandes adquisiciones.

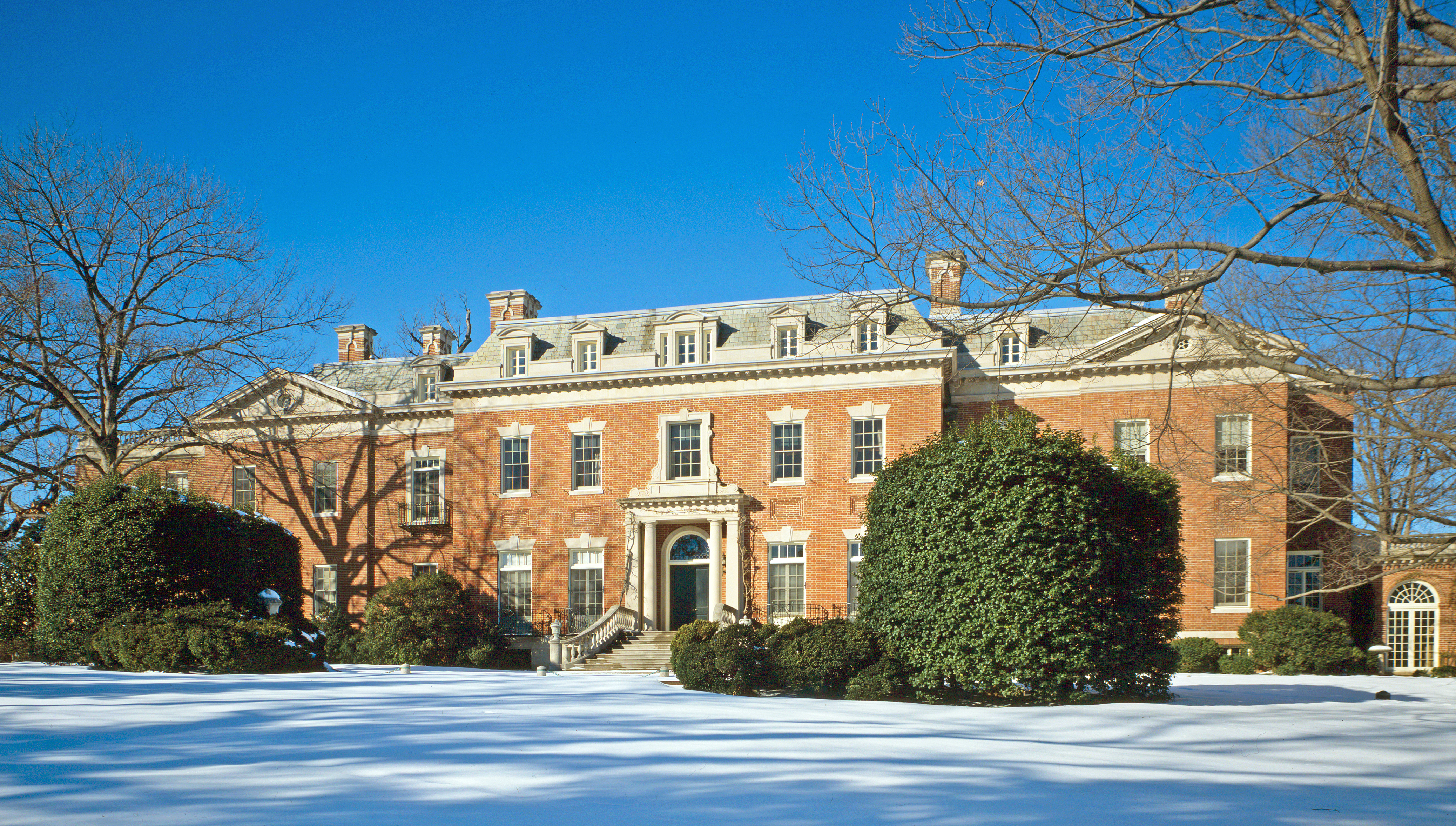
La mansión Dumbarton Oaks.

Entre 1957 y 1958, cursó estudios en Alemania, donde visitó varias universidades. En 1960, se convirtió en Decano de la Facultad de Filosofía y Educación de la PUCV. Por defecto, también se transformó en el Rector del Colegio Rubén Castro debido a la dependencia que esa institución tenía en torno a la Facultad ya mencionada.
En 1964, se casó con Ivonne Lavanchy, quien fue miembro de la Comisión Fulbright. Tal organismo radicado en Washington D. C. sería la entidad que permitiría a Herrera dedicarse en 1968 a la investigación de asuntos bizantinos durante siete meses en Dumbarton Oaks, centro de estudios sobre bizantinísca más importante del mundo. Un año antes, acompañado de su familia, viajó a Francia gracias a una beca obtenida luego de exitosas gestiones con el Agregado Cultural de la Embajada de Francia en Chile: M. Pommier. En dicho país obtuvo su doctorado por la Universidad de Burdeos a fines de los 60 tras ser aprobada su tesis «Las Relaciones Internacionales del Imperio Bizantino durante la época de las grandes invasiones».
Según el propio Herrera, dentro de los «factores favorables» que le permitieron presentar su proyecto de tesis a esa universidad se encuentran, por ejemplo, la «amistad fraternal» con el profesor Rómulo Santana, quien lo animó a emprender tal tarea para luego ayudarlo a «resolver las dificultades que pudiesen surgir, prodigándonos con sus consejos entusiastas». Su vinculación con la Universidad de Burdeos le permitió conseguir la «invitación del Servicio Alemán de Intercambio Académico (DAAD) para visitar Alemania» y así entrevistarse con profesores como Franz Altheim o Rubin, cuyos consejos califica de valiosos. Cabe destacar que alrededor de esa estancia también pudo conversar con los profesores Lemerle y Guillemain, siendo este último el director de su tesis. De igual modo, la obtención de la beca Fulbright le permitió enriquecer las bases de su investigación, la cual vio complementada su bibliografía que ya contaba con el repertorio de las bibliotecas de la PUCV, la PUC y su alma mater, razón por la que da especial agradecimiento a sus respectivos rectores (entre ellos Eugenio González Rojas, fundador del Partido Socialista de Chile y socio del futuro presidente de la República Salvador Allende).
Durante su estancia en Francia, Herrera fue testigo del Mayo del 68 y, de acuerdo a Marín, «su epistolario muestra su tenaz oposición a la llamada "Reforma", proceso que simultáneamente se llevó a cabo en Chile». Aquello fue promovido por el gobierno democristiano del Presidente Eduardo Frei Montalva (DC), cuyo partido estuvo involucrado en las elecciones de rector de la PUCV de 1968. Esta elección tuvo como candidatos a Alberto Vial, cercano a Arquitectura, y a Raúl Allard Neumann, futuro ganador y militante DC. A pesar de su oposición a la reforma, según Alejandro Guzmán Brito, Herrera apoyó a Vial a través de su colaboración con uno de los promotores del tal campaña, Oscar Godoy, con quien se reunió en Arica.

### Auge académico: 1973–1986
A mediados de 1973, él lanzó en la PUCV la Semana de Estudios Romanos, la cual actualmente se celebra cada dos años, y se ha convertido en uno de los intercambios académicos más prestigiosos de América Latina en relación con la historia de la Antigua Roma. En esa instancia, Herrera ha presentado sus obras en cada una de sus temporadas entre 1973 y 1997. 
La primera Semana de Estudios Romanos se realizó a instancias suyas el día 25 de junio de 1973. Esta, naturalmente, transcurrió bajo el clima de polarización política ocurrido durante el gobierno socialista del Presidente Allende. Su presentación contó con el apoyo de Rectoría y con el patrocinio de la Embajada italiana, cuyo embajador, Norberto Behmann, visitó las instalaciones de la Casa Italia en la Avenida Alvares, Viña del Mar. Posteriormente, el Golpe de Estado del 11 de septiembre incidió directamente en la llegada de Herrera Cajas a la posición de Vicerrector Académico, pues Allard Newmann fue destituido como Rector de la Universidad por la Junta Militar. De igual modo, tal cúpula liderada por el general Augusto Pinochet designó al contraalmirante en retiro Alberto de la Maza, quien a su vez nombró a Herrera Cajas como Vicerrector Académico y como Secretario General a Enrique Aimone, profesor de la Escuela de Derecho.
En 1976, la Federación de Estudiantes de la PUCV lo eligió como «mejor maestro».
En 1986, el Comité Administrativo del XVII Congreso Internacional Bizantino, celebrado en Dumbarton Oaks, aceptó su presentación sobre «Los pueblos de la estepa y la formación de arte bizantino: de la tienda a la Iglesia Cristiana». Sin embargo, no pudo asistir a leerla.

### Rectorado en la UMCE: 1986–1989
En 1986, fue designado por las autoridades como Rector de la UMCE por un periodo de tres años de acuerdo al DFL N° 754 del 22 de agosto de ese año.
De acuerdo a una nota correspondiente a la edición N°159 de la Revista Análisis (opositora a Pinochet), su mandato debió enfrentar la presunta polémica de incurrir en prácticas discriminatorias hacia el ingreso y permanencia de alumnos. De acuerdo a los testimonios, sus restricciones indirectas se basaron en medidas como la exigencia de una matrícula anual de $15.000. Este monto hacía prácticamente inaccesible la entrada de una buena cantidad de estudiantes a la institución. Asimismo, fue criticado por aplicar una prueba adicional de Castellano cuyo resultado se ponderaba de manera extra a la rendida en la Prueba de Aptitud Académica. Igualmente, es acusado de haber sido promotor de un test de valoración moral y psíquica cuya evaluación se cercioraba de «revisar los antecedentes políticos de los estudiantes» de acuerdo a Alejandro Millán, entonces presidente del Centro de Estudiantes de Artes Plásticas de esa casa de estudios. Esas razones explican que actuales académicos de esa universidad, como Luis Rubilar Solís, lo describan como un «represor por excelencia».
En materia presupuestaria, otra cuestionada medida suya fue el cierre de la Escuela de Filosofía, unidad académica que dejó de percibir estudiantes desde el año en que la UMCE vio el estreno de Herrera como máxima autoridad. A lo anterior, se suman confusos casos de exoneraciones que involucraban hablar en actos públicos. Esta situación habría afectado directamente no solo a dirigentes estudiantiles sino también a académicos y a funcionarios. A juicio de sus detractores, las razones financieras esgrimidas por su rectorado no resultan convincentes teniendo en cuenta que heredó el superávit presupuestario de 1985, es decir, $700 millones que incluso alcanzaron para construir dos casinos nuevos.
El 25 de abril de 1989, Herrera Cajas presentó su renuncia al cargo conforme a lo dispuesto por el DFL N° 341.

### Últimos años y muerte: 1990–1997

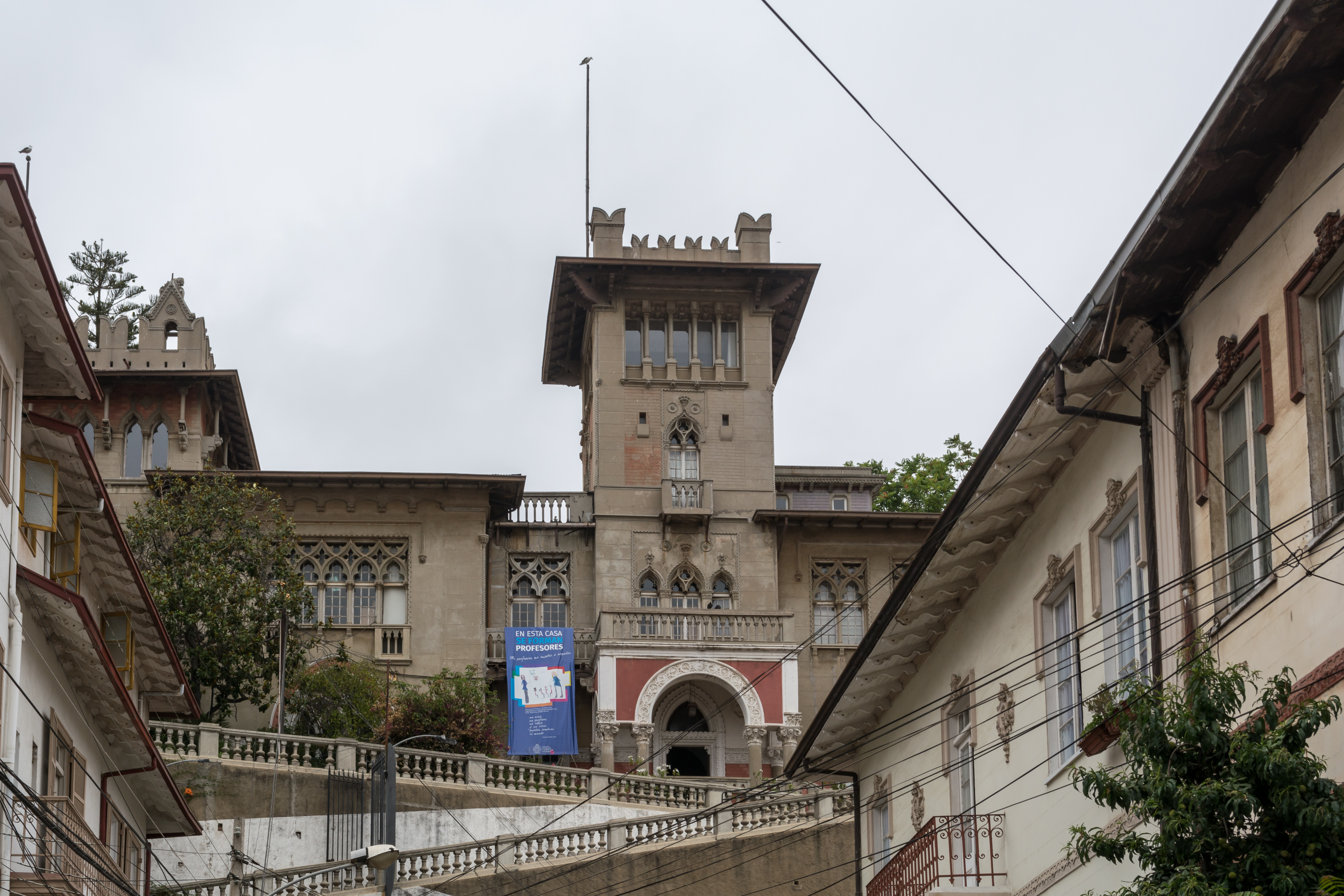
El Palacio Valle, ubicado en Viña del Mar, desde 1985 es la sede del Instituto de Historia de la Pontificia Universidad Católica de Valparaíso. Allí, durante tres años, Herrera Cajas compaginó sus labores como Rector en la UMCE y una vez renunciado trabajó exclusivamente ahí desde fines de 1989 hasta su muerte.

Posterior a su renuncia como rector de la UMCE, el mismo año 1989 fue aceptado como miembro permanente de la Academia Chilena de la Historia.
En 1992, el Gobierno de Grecia lo condecoró con la Orden del Fénix en agradecimiento a la difusión que ha hecho de los valores de la cultura helénica en Chile. En 1995, ahora oficialmente invitado por el Gobierno de Grecia, tuvo la oportunidad de admirar personalmente los monumentos bizantinos más importantes. Durante ese viaje, también conoció a Nicolas Oikonomides, entonces Director del Centro de Estudios Bizantinos en Atenas y quien, más tarde, lo encomiaría a través un homenaje póstumo en el libro Dimensiones de la Cultura Bizantina (1998).
El 6 de octubre de 1997, Herrera finalmente murió a causa de un ataque al corazón en la ciudad de Viña del Mar. A partir de ello, el historiador romanista italiano, Umberto Laffi, envió una carta de condolencias dirigida al entonces Rector PUCV, Bernardo Donoso. Allí, declaró lo siguiente:

«La triste noticia del fallecimiento del Prof. Héctor Herrera nos ha conmovido profundamente. Su pérdida es un duro golpe para la Universidad Católica de Valparaíso y, más en general, para la Historia Antigua en Chile, y deja un sentimiento de profunda aflicción en cuantos tuvimos la fortuna de disfrutar sus elevadas cualidades humanas en ocasiones memorables. Las Semanas de Estudios Romanos, que él fundó y siguió organizando con abnegación y un alto concepto del valor de los estudios clásicos durante muchos años, constituyen un monumento duradero que tiene a nuestras universidades enlazadas en un conjunto científico de proficuas relaciones e intercambios. Los esfuerzos que seguiremos dedicando junto a la prosecución de su obra representarán el más justo homenaje a su memoria».

Desde noviembre de 1997, una de las aulas principales del Instituto de Historia lleva su nombre. El reconocimiento a su figura se mantiene vigente y aún consiste en una placa conmemorativa de bronce. Inicialmente, también estuvo simbolizado por un cuadro suyo al costado lateral de la pared izquierda de esa sala.

## Pensamiento histórico
La Teoría de la Historia de Herrera Cajas está hegemonizada por una filosofía ligada a la trascendencia religiosa–espiritual, cuyo énfasis se explica por utilizar dicho marco teórico para estudiar globalmente la realidad de la cultura humana (tanto abstracta como material), la cual, además, debe incluir una mirada interdisciplinaria que dé una «sensatez» a la narración histórica a partir de «distintos senderos» que formen «un mismo sentido», es decir, desde diferentes acepciones de la moral (prácticas de una cultura) coherentes con una ética cristiana universal (fundamento filosófico de esas prácticas). Las razones circunstanciales que motivan al autor a decantarse por aquella óptica se encuentran en sus inquietudes intelectuales inspiradas por la fe de los Padres de la Iglesia y enriquecida por su contacto con la obra de autores religiosos como Henri Marrou, Eric Dardel o el teólogo Jean Daniélou, todos ellos intelectuales franceses.
Según Paola Corti, estudiosa y adepta al pensamiento de Herrera Cajas, una de las mayores prioridades de él como historiador radicaría en la búsqueda por el «(...) misterio de la unidad de la historia, el misterio del origen y el fin de ella, y por último, los Misterios del Señor mismo de la Historia; el misterio de Dios (...)».
Para justificar aquellos juicios respecto de la obra del autor, Corti utiliza como estrategia metodológica el hacer dialogar a una conferencia de Herrera Cajas y dos artículos del mismo historiador en los que su idea principal consiste en que «la definitiva conquista de la historia» debe incluso superar «la más compleja investigación formal» con tal de buscar introducirse en el espíritu del tiempo que imbuye al sujeto histórico, ejercicio que Herrera interpreta desde la trascendencia en tanto a la posibilidad de «abrirse al infinito» y «abrirse al misterio de la eternidad». Por ello, la deontología (deber ético) en Herrera Cajas apuntaría a que la actitud del historiador debe basarse en el respeto y la humildad, ya que el sistema de valores que ambos proyectan respectivamente estriba tanto en la valoración especial de los procesos, personajes o hechos como en el conocimiento de nuestras propias limitaciones y debilidades frente a esos elementos, motivo por el que Herrera Cajas posee devoción en torno a la siguiente cita de San Alberto Magno: «somos enanos encaramados en hombros de gigantes».
Esa última cita, que metaforiza el sentido de la humildad que debe tener el investigador, también implica que el historiador debe esforzarse en ser lo suficientemente culto y humanista para sacar provecho de la visión panorámica a la que tiene acceso. Es por ello que Herrera Cajas se declaró crítico del materialismo histórico, método de análisis marxista al que consideraba que solo se quedaba en la forma terrenal del poder y sus dimensiones, las que, en lugar de dar verdadera importancia a la cotidianidad en la historiografía, en realidad hacían de un sinfín de fuentes un método para priorizar una narración rutinaria diferente a lo que transmite el espíritu del anterior concepto de «cotidianidad».

## Aportes historiográficos

### Germania de Tácito
De sus investigaciones, destaca el artículo titulado El significado del escudo en La Germania de Tácito. Esta obra le valió el honor de ser reimpreso en Die Araber in der Alten Welt, 3, Berlín 1966, obra dirigida por el eminente Franz Altheim, a quien Herrera Cajas conoció en Alemania, después de haber estudiado su obra en Chile, la cual, comentó en más de una ocasión, lo impresionó profundamente.

### Res privata–Res publica–Imperium
Res privata Res imperium. En este, el autor examina, conceptual y analíticamente, en una síntesis sobresaliente, el devenir de las instituciones romanas.

### Historia de las Relaciones Internacionales de Bizancio
Uno de sus puntos centrales consiste en el catastro que Bizancio hacía de la mentalidad, costumbre y cultura de otros pueblos como fundamento de su política de Estado y selección de embajadores para ejecutar la relación con esos actores en pro de la paz, estatus que era afín al principio del Imperio como pilar del Universo.

#### Crítica externa
Su tesis (1972) fue el primer trabajo de este tipo publicado tanto en Chile como en América Latina. En palabras de Mario Góngora, su profesor, el «aspecto más importante del libro lo constituye (...) el tratamiento de las ideas, representaciones y sentimientos bizantinos que intervienen en las Relaciones Internacionales con la Persia Sasánida», motivo por el que una «línea importante dentro de la elaboración es la de la simbología política», es decir, cómo «las insignias del poder (...) se prestan para toda clase de transferencias activas, místicas y religiosas que colorean la noción del Imperio».
En palabras de Marín, tal obra:

«Es un estudio de gran rigor intelectual, con un aparato crítico impecable en el que se citan y comentan todas las fuentes existentes para el tema; en resumen, es una investigación del más alto nivel que merecidamente ha colocado a su autor entre los bizantinistas más importantes de la segunda mitad del siglo XX».

Por otra parte, su tesis fue la única obra en español que el historiador alemán, Günter Weiß, incluyó en su repertorio bibliográfico especializado, el cual incluye todo lo relevante que ocurrió en la bizantinística entre 1968 y 1985. Teniendo en cuenta que Weiß apenas hace un comentario o una frase sobre otras obras, respecto de Herrera sotiene lo siguiente como tesis: 

«En la publicación del Centro de Estudios Bizantinos y Neohelénicos en Santiago, el erudito profesor Héctor Herrera Cajas presenta todas las relaciones diplomáticas (bizantinas) importantes en tiempos de grandes migraciones, tratadas desde la frontera Persa hasta el Danubio. El texto se trabaja directamente de las fuentes e ilustra muy bien los antecedentes políticos de cada momento. La diplomacia bizantina oscila entre la demanda de universalidad y la más dura, a menudo dolorosa y angustiosa».

### Historia del arte bizantino
Respecto de este tópico, el profesor Herrera plantea que, en la formación del arte bizantino, gravitaron influencias de los pueblos nómades de la Estepa euroasiática, quienes priorizaban el umbral que separaba al «sagrado» interior del «inhóspito» exterior.
Todo ello, llevó a que el autor desarrollara un artículo académico titulado «Los pueblos de las estepas y la formación del arte bizantino: de la tienda a la Iglesia Cristiana». En él detalla cómo es que los ornamentos al interior de las tiendas móviles influyeron en la simbología de las iglesias bizantinas una vez caída la parte occidental de Roma. A juicio del propio Herrera Cajas, aquella confluencia se trata de una «consonancia espiritual» entre cristianos e invasores, los que ya tenían contacto desde el siglo III por medio de godos y nómades en el Mar Negro, lo que está respaldado bibliográficamente por Amiano Marcelino. Asimismo, esta «consonancia» habría sido posible debido a que la filosofía urbana del mundo grecorromano mundanizaba la noción del espacio exterior, lo que contrastaba con el culto cristiano y la concepción de los nómades esteparios, quienes consideraban ese espacio como algo inestable y complejo de dominar.

## Rasgos doctrinarios e ideológicos

### Conservadurismo nacionalista
Si bien no militó en partido político alguno, el profesor Herrera adhirió al ibañismo durante la década de 1950. Asimismo, en las elecciones presidenciales de 1964 asumió funciones directivas en la campaña del candidato nacionalista Jorge Prat, nieto de Arturo Prat y antiguo colaborador del segundo gobierno del Gral. Carlos Ibañez del Campo (1952–1958). En dicha administración tanto Herrera Cajas como Prat simpatizaron con el ala corporativista de una gestión nacional–popular que tuvo dos fases: a) una de corte estatista que contó con apoyos del Partido Socialista de Chile y que fue cercana al peronismo (1953–1955), y b) otra marcada por reformas económicas proto–neoliberales ligadas a la Misión Klein-Saks (1955–1958).
Años más tarde, Herrera Cajas fue colaborador de la política educativa diseñada por la dictadura del Gral. Augusto Pinochet (1973–1990), cuya cúpula de poder —la Junta Militar de Gobierno— resolvió asumir decididamente las reformas de mercado que ni Ibáñez ni el Presidente centroderechista Jorge Alessandri (1958–1964) estuvieron dispuestos a aplicar. Así, la inicial línea nacionalista del marco curricular de 1974 luego estuvo contradicha por los principios económicos subsidiario-neoliberales consagrados por el Régimen Militar en la Constitución de 1980. Sin embargo, los nacionalistas durante el régimen no tuvieron contradicción con el relato antimarxista del gobierno, el cual estuvo consensuado entre los valores occidentales clásicos y la predominancia de los deberes cívicos sobre los derechos (entonces cercenados).
Prueba de la consonancia de Herrera Cajas con al menos dos esos tres puntos (salvo el antimarxismo), la dan dos testimonios suyos en un seminario realizado en septiembre de 1987 y titulado «El rol de la cultura en la nueva institucionalidad». Aquella instancia vio la participación de conspicuos políticos de la Segunda República (1925–1973) como Mario Arnello Romo, otrora referente político del Partido Nacional y en esa época profesor del Servicio Nacional del Patrimonio Cultural o DIBAM. Durante aquella instancia, Herrera Cajas declaró: 

«una verdadera patria está compuesta más de los muertos que de los vivos, y nosotros somos los representantes actuales de esas generaciones»...

De acuerdo a Isabel Jara Hinojosa, autora de la fuente que acredita las declaraciones, Herrera Cajas allí mostraría una «evidente aura franquista», la que, según su parecer, fue reforzada cuando luego ahonda en el concepto de tradición. Sobre aquel concepto donde el profesor enfatiza sobre el deber patrio, específicamente establece: 

«Para tener conciencia de lo que es patria y nación, es necesario llegar a un cierto nivel de la existencia histórica. Ello debido a que no todos los pueblos comprenden cabalmente lo que significa pertenecer a una nación, porque ello se da en la medida en que se siente que hay algo que uno tiene que defender, en razón a que se identifica con su ser propio que es lo que llamamos ‘el ser nacional’».

### Humanismo cristiano
Herrera Cajas fue reconocido y a la vez criticado por su moral cristiana, un rasgo característico de su idea de universidad, por lo cual, durante la década de 1960, en que la tendencia iba en dirección a la secularización de la PUCV, él defendió por su parte que el deber de la Universidad era formar especialistas en todos los campos de las ciencias, pero “dotados de principios cristianos”. Para él, la gestión de los jesuitas había sido una especie de "período fundacional", ya que en su opinión:

«con los jesuitas se produjeron los primeros signos de cambio. Se discutía el sentido, la misión, lo distintivo de la Universidad Católica de Valparaíso en el contexto nacional, se hablaba de elevar el nivel académico, ordenar las carreras y modernizar; se quería reglamentar, fijar y estructurar».

## Legado docente y académico

### Impresión de sus discípulos

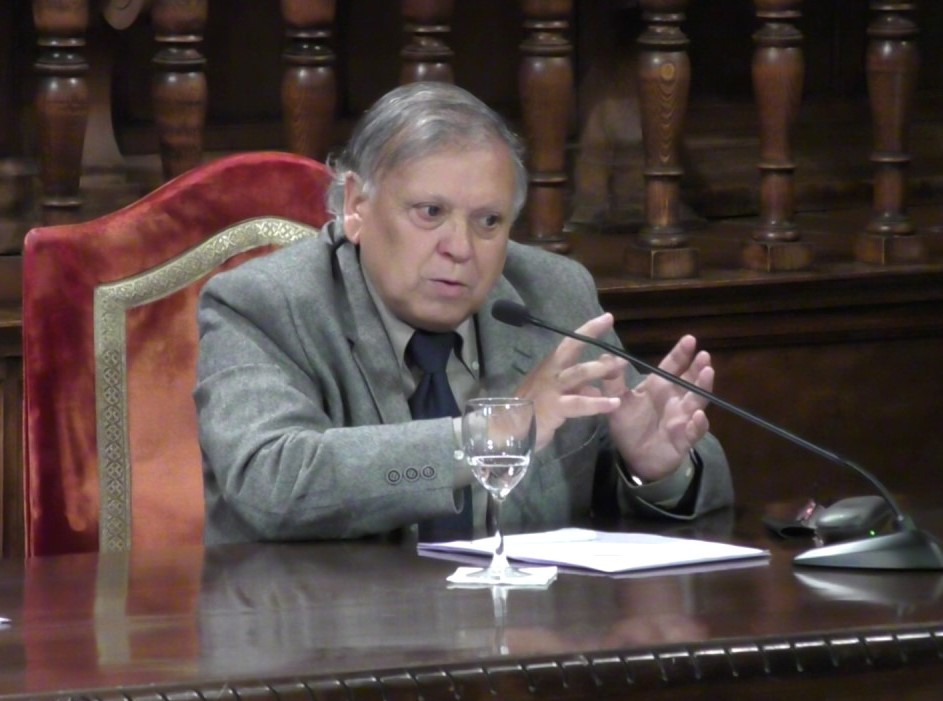
Eduardo Cavieres, uno de sus discípulos y Premio Nacional de Historia en 2008.

Este apartado tiene por objetivo reunir las más variadas apreciaciones de sus pupilos, es decir, diversos historiadores que, habiéndose formado diferentes concepciones epistemológicas o político-ideológicas, reconocen la labor docente que Herrera Cajas proyectó en su trayectoria profesional.

#### Eduardo Cavieres
Eduardo Cavieres, Premio Nacional de Historia en 2008, quien fue su alumno, y posteriormente su ayudante en la Pontificia Universidad Católica de Valparaíso, reconoce que: 

«Don Héctor Herrera, creo que (...) ejerció una forma de ser maestro, en un campo muy acotado que es el de “La Teoría de la Historia”, pero muy acotado. A mí lo que me definió dentro del Instituto de Historia fue "La Teoría de la Historia».

#### Gabriel Salazar

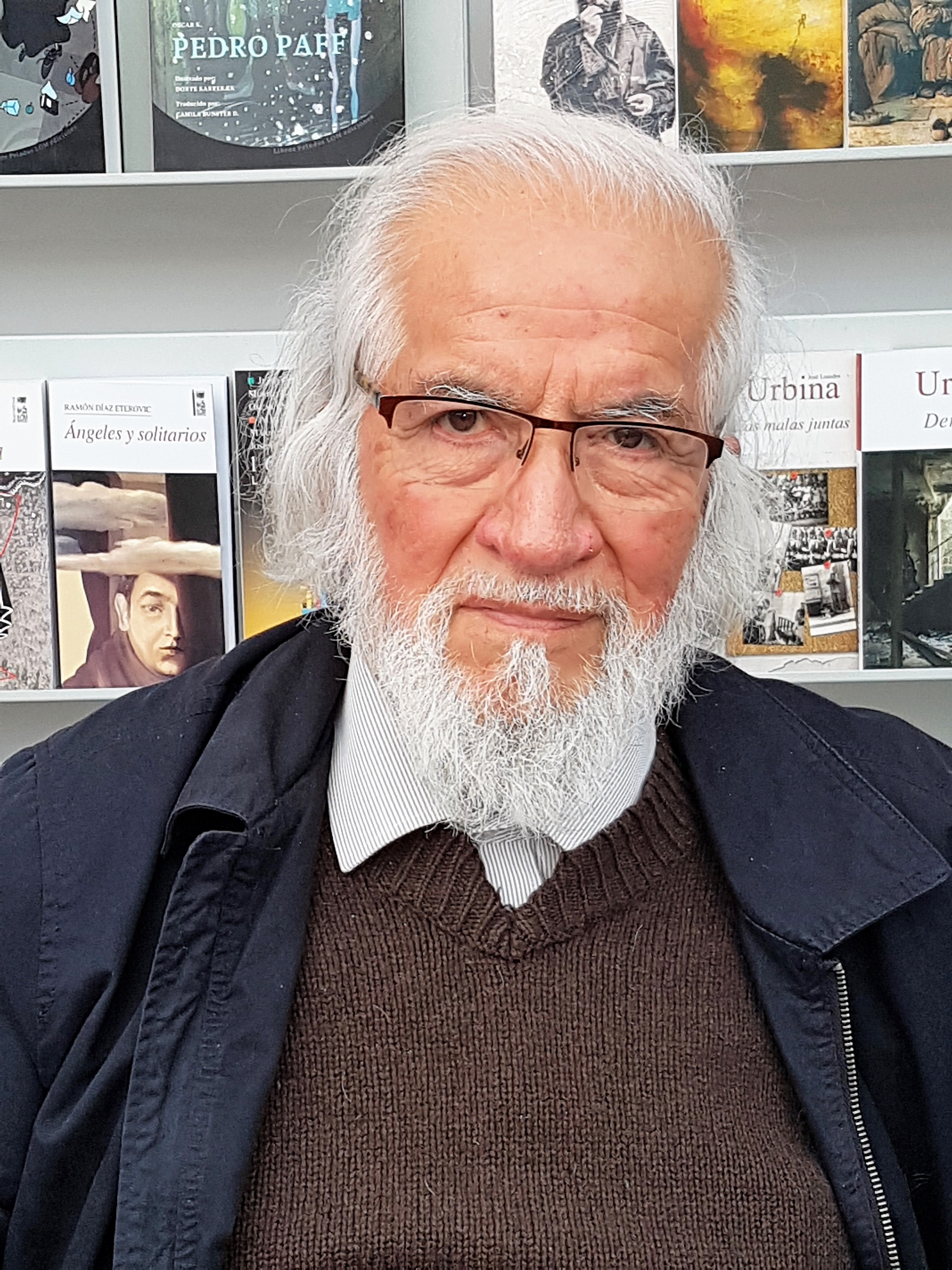
Gabriel Salazar, historiador de ultraizquierda y Premio Nacional de Historia en 2006 y discípulo de Herrera Cajas.

El historiador Gabriel Salazar, Premio Nacional de Historia en 2006, quien fuera su alumno y ayudante en la Universidad de Chile, destaca su calidad humana y su forma de hacer las clases aun teniendo posiciones políticas contrapuestas:

«El tipo me enseñó que en las relaciones humanas hay que ser delicado, hay que ser fino, artístico de alguna manera. Y eso es muy importante en la educación y muy importante en la interpretación de la Historia, la fineza de encontrar lo humano, no el dato puro y frío sino la sensibilidad y eso yo lo recogí de él y se lo reconozco a pesar de que es un fascista de mierda [sic], pero el tipo era capaz de reconocer el talento de sus ayudantes que fueron izquierdistas (...) yo me saco el sombrero pensando en lo que era ser ayudante de un personaje como ese».

#### José Marín
Marín, su mencionado discípulo y amigo, además de académico del Instituto de Historia de la PUCV, sostiene: 

«(...) se sentía más cómodo dictando cátedra —y en sus clases daba acabada cuenta de sus investigaciones— que sentado y escribiendo. Le gustaba la acción y la tensión que se genera en cada clase, así como el contacto con los estudiantes. Sus alumnos recordamos con admiración y aprecio su porte señorial, su voz potente, la palabra profunda e inspirada, el rigor conceptual y, sobre todo, el cariño con que dictaba sus lecciones. El mensaje fue siempre claro: la labor del profesor es seria —a la vez que reporta alegría—, rigurosa y digna».

### Semana de Estudios Romanos
Las Semanas de Estudios Romanos se convirtieron en uno de los grandes hitos en la carrera académica de Herrera Cajas, puesto que haría de tal instancia un espacio singular en Chile y el concierto internacional. Al no existir la suficiente cantidad de investigadores que se dedicaran a esa área del conocimiento, dichas jornadas significaron un espacio de encuentro tanto para quienes buscaban difundir su conocimiento como para quienes no eran especialistas en la materia y tenían cierto interés. Esto traspasó las fronteras nacionales y atrajo a especialistas de lugares como Argentina, Brasil o Europa a través de, por ejemplo, profesores como Cesare Letta, Narciso Santos Yanguas o Umberto Laffi.
Localmente, esta instancia académica ha influenciado a discípulos suyos formados en el Instituto de Historia de la Pontificia Universidad Católica de Valparaíso u otras unidades académicas de otras universidades. Entre ellos podemos contar a Marín, Raúl Buono-Core, Luis Rojas Donat o Alejandro Bancalari.

## Obras

### Libros
- El mundo del ayer. Manual de Historia Antigua y Medieval para Educación Básica. Ediciones Pedagógicas. 1971.
- Las Relaciones Internacionales del Imperio Bizantino durante la Época de las Grandes Invasiones. Ediciones del Centro de Estudios Bizantinos y Neohelénicos de la Universidad de Chile. 1972.
- Antigüedad y Edad Media. Manual de Historia Universal, I. Academia Superior de Ciencias Pedagógicas. 1983.
- Dimensiones de la Responsabilidad Educacional. Editorial Universitaria. 1988.
- Dimensiones de la Cultura Bizantina. Arte, Poder y Legado Histórico. Ediciones del Centro de Estudios Bizantinos y Neohelénicos de la Universidad de Chile y Universidad Gabriela Mistral. 1998 (edición póstuma).
- El Imperio Bizantino. Introducción Histórica y Selección de Documentos. En coautoría con José Marín Riveros. Ediciones del Centro de Estudios Bizantinos y Neohelénicos de la Universidad de Chile. 1998 (edición póstuma).
- Ensayos sobre el Mundo Medieval de Héctor Herrera Cajas. Colección de escritos inéditos, compilado por Leonardo Carrera Airola. 2018 (edición póstuma).

### Artículos
- El Chou-King y la concepción del poder real (1953)
- Acerca del Duelo (1955)
- El significado del escudo en La Germania de Tácito (1957)
- Las relaciones internacionales del Imperio Bizantino (1958)
- El Presente, tiempo de la acción (1963)
- Engaño y desengaño en la historiografía actual (1969)
- Synésios de Cirene. Un crítico del Imperio (1970)
- Dagoberto y Heraclio. Un capítulo de Historia Diplomática (1971)
- La caída del Imperio Romano en Occidente (1976)
- Res privata-Res publica-Imperium (1977)
- San Benito y la formación de Occidente (1980)
- Bizancio y la formación de Rusia (Los tratados bizantino-rusos del s. X) (1982)
- Las estepas euroasiáticas. Un peculiar espacio histórico (1982)
- El sentido de la crisis en Occidente (1983)
- Apelación a la Historia en el De Officiis de Cicerón (1984)
- Los orígenes del arte bizantino, ensayo sobre la formación del arte cristiano (1985)
- Aproximación al Espíritu Imperial Bizantino (1986)
- Temas de Claudiano (1986)
- La Constitución del ámbito cívico en el Mundo Grecorromano (1986)
- Una utopía medievalː la "Orden Nueva" concebida por Joaquín de Fiore (1988)
- El totalitarismo como persistencia de la mentalidad primitiva (1988)
- José Ignacio Víctor Eyzaguirre, Historiador (1989)
- Los pueblos de las estepas y la formación del arte bizantino. De la tienda a la iglesia cristiana (1990)
- Notas sobre el significado de la guerra (1990)
- La arquitectura del "Discurso sobre la Historia Universal" de Bossuet (1990)
- Los estudios superiores en Bizancio (1990-1992)
- Los árabes y el Islam (1991)
- Velleius Paterculus, moralista (1992)
- La Espiritualidad Bizantina (1993)
- La Doctrina Gelasiana (1994)
- La idea imperial bizantinaː representación y concentración del poder (1995)
- La espiritualidad bizantina en el arte (1995)
- Simbología política del poder imperial en Bizancioː los pendientes de las coronas (1993-1996)
- Príncipe e Imperio en el panegírico de Trajano de Plinio el Joven (1996)
- El Milenarismo en la Historia Antigua y Medieval (1996)
- Fiestas imperiales en Constantinopla (1997)
- Cómo leer a Floro (1998) (edición póstuma)
- Lo cotidiano, ayer y hoy, aquí y allá (1997-1998) (edición póstuma)
- Ética y educación. Una reflexión sobre los valores en nuestra sociedad (1998) (edición póstuma)
- San Benito y el Ordo Romano (1999) (edición póstuma)